# Rhagio tomentosus
Rhagio tomentosus är en tvåvingeart som först beskrevs av Fabricius 1794.  Rhagio tomentosus ingår i släktet Rhagio och familjen snäppflugor. Inga underarter finns listade i Catalogue of Life.